# Windsor (Unternehmen)
windsor. ist eine internationale Modemarke für Damen und Herren mit Sitz in Kreuzlingen (Schweiz). Das Unternehmen tritt zusammen mit der Muttergesellschaft Strellson AG unter dem Namen Holy Fashion Group auf.

## Geschichte
Gegründet wurde das Bielefelder Unternehmen im Jahr 1889 von den beiden Kaufleuten Leo Roos und Isidor Kahn als Herren-Kleiderfabrik Roos und Kahn in Bielefeld, deren Produktion sich auf Herrenoberbekleidung wie Mäntel, Hosen und Jacken aus noch derben Materialien wie Leinen-, Lüster- und Lodengeweben beschränkte. Mit fortschreitender Industrialisierung wurden ab 1902 auch Sakkos und Anzüge ins Programm aufgenommen.
1938 wurde im Rahmen der Arisierung Webereibesitzer und Großhändler F. Niemann neuer Inhaber der Firma und entwickelten sie zum Industriebetrieb, den der geschäftsführende Gesellschafter Günther Klasing 1960 übernahm. Aufgrund seiner Vorliebe für feine englische Stoffe gab Klasing, in Anspielung an das britische Königshaus, dem Unternehmen den Namen Windsor Kleiderwerk G. Klasing und spezialisierte den Betrieb auf die Herstellung von Herrenanzügen und Mänteln – die Linie windsor. men entstand. Klasing forcierte auch die Zusammenarbeit mit renommierten Designern wie Pierre Cardin. 
Der wirtschaftliche Erfolg blieb jedoch aus, der Betrieb galt als Hersteller wenig aktueller Herrenanzüge. 1970 verkaufte Klasing das Unternehmen an seinen Schulfreund Rudolf-August Oetker, blieb aber selbst im Unternehmen. Oetker übernahm den Bekleidungshersteller im Zuge der Entwicklung seines Mischkonzerns und veränderte 1977 maßgeblich das Profil der Modemarke: Die erste Kollektion der Linie windsor. women wurde ins Leben gerufen. 
Nur einen Steinwurf vom Oetker-Firmensitz entfernt ließ der Nahrungsmittelhersteller die neue Fertigung und Verwaltung der heutigen Windsor GmbH bauen. Großinvestitionen wie diese waren es aber, die den Schuldenberg bei Windsor auf 15 Millionen Mark anschwellen ließen und den mittelständischen Betrieb schließlich in die wirtschaftliche Schieflage brachten.
Sein Engagement in der Textilbranche beendete Oetker im Jahr 1983. Die U. J. Textil Handels GmbH & Co. KG der Brüder Uwe und Jochen Holy, zu diesem Zeitpunkt im Vorstand des schwäbischen Bekleidungsunternehmens Boss, übernahmen den angeschlagenen Betrieb. Die neuen Inhaber trennten sich innerhalb kurzer Zeit von Klasing, schlossen die zu Windsor gehörende Bad Harzburger Mantelfabrik Schmidt & Tischmeyer, stellten Kollektionen für ausländische, wenig profitable Märkte ein und schafften so Mitte der 1980er Jahre den wirtschaftlichen Umschwung. Zu dieser Zeit beschäftigte das Unternehmen ca. 500 Mitarbeiter.
Als Folge der positiven Entwicklung wurde die eigene Markenpolitik weiterentwickelt. 1990 wurde die erste Lizenz der Marke für eine Brillenkollektion vergeben und die Marke auf Accessoires erweitert. Die Windsor GmbH ihrerseits übernahm 1991 die Lizenz für das Designerlabel Joop! Menswear. 1997 eröffnete der erste Windsor-Store in Berlin. Seit 1999 wurde nach einem überarbeiteten Markenauftritt das aktuelle Logo geführt.  
2004 wurde die Windsor GmbH in die ebenfalls von den Brüdern Holy gehaltene Strellson AG integriert. Markenführung und Marketing beiden Unternehmen wurde am Strellson-Sitz in Kreuzlingen in der Schweiz vereint. Im Jahr 2005 wurde die Herrenbekleidung vollständig in die Schweiz delegiert, während die Hoheit über die Damenbekleidung am Stammsitz in Bielefeld verblieb. Mitte 2015 folgte ebenfalls der Umzug nach Kreuzlingen. Am Standort Bielefeld wird nicht mehr selbst für den Markt produziert, die eigene Produktionsstätte befindet sich heute in Portugal.
In Deutschland werden zurzeit (Stand: Dez. 2018) Geschäfte in Düsseldorf, Wiesbaden, in München, Hamburg, Bremen und auf Sylt betrieben; in Österreich werden Geschäfte in Salzburg und Wien betrieben, ausserdem ist windsor. in Meran und Paris mit jeweils einem Geschäft vertreten.

## Marken
Das Unternehmen tritt zusammen mit der Muttergesellschaft Strellson AG unter dem Namen Holy Fashion Group auf.  Dazu gehören die Marken strellson, JOOP! und windsor.